# Jacinto Convit
Jacinto Convit García (n. 11 septembrie 1913, Caracas, Venezuela - d. 12 mai 2014, Caracas) a fost un medic venezuelan și om de știință. Este cel mai notabil pentru dezvoltarea unui vaccin  împotriva leprei. De asemenea este autorul unor studii de vindecare la diferite tipuri de cancer. În 1988 a fost nominalizat la Premiul Nobel pentru Medicină pentru vaccinul său anti-lepră.